# Chomo Lonzo
Chomo Lonzo är ett berg i Kina. Det ligger i den autonoma regionen Tibet, i den sydvästra delen av landet. Toppen på Chomo Lonzo är 7 818 meter över havet.
Det finns inga samhällen i närheten. Trakten runt Chomo Lonzo är permanent täckt av is och snö.